# Гарлява (футбольний клуб)
Футбольний клуб «Гарлява» (лит. Futbolo klubas Garliava) — литовський футбольний клуб з Гарлява, заснований у 2008 році. Виступає в І лізі. Домашні матчі приймає на стадіоні «Адама Міткуса», місткістю 500 глядачів.

## Історія назв
Клуб заснований у 2008 році. Клуб прагнув отримати ліцензію Першої ліги.

## Сезони
| Сезон | Рівень | Ліга                | Місце | Примітки    |
| ----- | ------ | ------------------- | ----- | ----------- |
| 2017  | 4.     | Третя ліга (Каунас) | 7.    |             |
|       |        |                     |       |             |
| 2021  | 3.     | Друга ліга          | 4.    | [ 1 ] [ 2 ] |
| 2022  | 2.     | Перша ліга          | 12.   | [ 3 ]       |
| 2023  | 2.     | Перша ліга          | 8.    | [ 4 ]       |
| 2024  | 2.     | Перша ліга          | 15.   | [ 5 ]       |

## Досягнення
- А-ліга

## Кольори форми
Форма команди попередніх років
| 2021-11-02 | 2021 | 2021 | 2021 |

## Головний тренер
- Гінтавтас Вайчюнас, 2021
- Віталіюс Станкявічюс, 2022[7]